# Кудари
Кудари (укр. Кударі) — село, 
Малопавловский сельский совет,
Ахтырский район,
Сумская область,
Украина.
Код КОАТУУ — 5920385806. Население по переписи 2001 года составляет 18 человек .

## Географическое положение
Село Кудари находится между реками Ташань и Грунь (5-6 км).
На расстоянии в 1 км расположено село Малая Павловка.
Вокруг села много нефтяных скважин Качановского нефтяного месторождения.
Примыкает к Качановскому газоперерабатывающему заводу.
Рядом проходит автомобильная дорога Т-1705.

## Экономика
- Качановский газоперерабатывающий завод